# Трофимец, Яна Александровна
Яна Александровна Трофимец (Лазебрий) (укр. Яна Олександрівна Трофимець (Лазебрій), р. 1987) — украинская пловчиха в ластах. Многократная обладательница наград чемпионата мира, этапов кубка мира, чемпионатов Европы и Украины. Мастер спорта международного класса, заслуженный мастер спорта. Воспитанница спортивного клуба «Мотор-Сич» (Запорожье). Тренеры Яны — ЗТУ Наталья Дубинченко, ЗТУ Денис Кононенко (с 2011)

## Карьера
До 7 лет Яна занималась в бассейне «Славутич» прыжками в воду, затем родители привели девочку к тренеру Наталье Дубинченко, которая только начинала карьеру тренера.
На чемпионате мира 2009 года в Санкт-Петербурге Яна Лазебрий, выиграла две золотые медали — в марафонской эстафете 4×3000 метров и в заплыве на 6000 метров.
На чемпионате Украины 2010 года Яна Лазебрий выиграла первое место на дистанции 800 метров, была второй на полуторакилометровой дистанции и третьей в марафоне на 3000 метров. Она же вместе с сестрой Алиной выступала в составе команды в эстафете 4×200 метров, и поднялись на третью ступень пьедестала почёта.
На чемпионате Европы в Казани в 2010 году Яна была первой в марафонском заплыве на открытой воде, дистанция 6 км, стала обладательницей золотой медали в составе командной эстафеты на открытой воде 4х3 км и завоевала бронзу на дистанции 800 м.
На чемпионате Украины 2011 года Яна заработала шесть медалей.
На чемпионате мира по плаванию в ластах 2011 года в Венгрии Яна завоевала 5 серебряных медалей. Две серебряные медали на дистанциях 800 м и 1500 м, серебро в командной эстафете 4×200, серебро в марафонском заплыве на 6000 м и в эстафете 4×2000 м.. В 2011 году Яна была названа «Талантом года» Шевченковского района Запорожья и «лучшим спортсменом года» спортивного комплекса «Мотор Сич».
На чемпионате Украины по плаванию в ластах 2012 года Яна была лучшей на дистанциях 200, 400, 800 и 1500 м, причём в последних четырёх заплывах установила новые рекорды Украины.
В 2012 году на втором этапе Кубка мира Яна завоевала золото на дистанции 200 м, серебро — на 800 метров и бронзу в плавании на 400 м.
На чемпионате Украины Яна в 2012 году выиграла четыре золота на дистанциях 200, 400, 800 и 1500 м, причем в последних четырёх заплывах установила новые рекорды Украины.
На чемпионате Европы 2012 года прошедшем в итальянском Линьяно Яна заработала три золота, два серебра. Запорожанка пришла к финишу первой на дистанциях 400, 1500 и 800 м, обновив континентальные рекорды на двух последних. Причём на 800-метровке Яна улучшила свой же рекорд Европы почти на 50 секунд. Серебряные награды Трофимец заработала на дистанции 200 м и в эстафете 4×200 вместе с Ольгой Шляховской, Анастасией Антоняк и Ольгой Годованой.
В финале Кубка Украины по плаванию в ластах 2013 года Яна была первой на дистанциях 200, 400, 800 и 1500 м.
На состоявшемся венгерском Эгере в 2013 году первом этапе VIII Кубка Мира по плаванию в ластах Яна была лучшей на дистанциях 800 и 400 м, и выиграла серебряную медаль на 200-метровке.
На Чемпионате мира по плаванию в ластах 2013 года завоевала 4 награды: золото на дистанции 1500 м, серебро на дистанции 800 м, бронзу на дистанции 400 м и командное серебро в эстафете 4 по 200.
По итогам 2013 года Яна возглавила рейтинг пловчих в ластах Украины. Кроме чемпионата мира в 2013 году Яна завоевала два серебра (400 м, эстафета 4x100) и бронзу (200 м) на Всемирных играх в Кали.
В 2017 году стала бронзовой призёркой Чемпионата Европы во Вроцлаве на дистанции 6 км.
В 2018 году стала бронзовой призёркой на чемпионате мира в Белграде в составе эстафетной команды 4×200 м (вместе с Елизаветой Вакаревой, Кристиной Мусиенко, Анастасией Антоняк). На этапе Кубка мира в Таиланде в 2018 году стала бронзовой призёркой на дистанции 200 м плавания в ластах.

## Личная жизнь
Образование получала в Запорожском национальном университете.
Сестра Яны, Алина, — тренер по плаванию и скоростному плаванию в ластах в СК «Мотор-Сич». В 2007 была бронзовой призёршей чемпионата Европы, а год спустя выиграла юношеский чемпионат мира в Колумбии, многократная чемпионка страны.
В 2011 году Яна вышла замуж за пловца Дмитрия Трофимца.